# Nostra Signora di Fatima (film)
Nostra Signora di Fatima (The Miracle of Our Lady of Fatima) è un film del 1952 diretto da John Brahm.

## Trama
Nel 1917 a Fatima, in Portogallo, tre pastorelli, Lucia, Jacinta e Francisco, assistono alle periodiche e regolari apparizioni di una signora che pare essere la Vergine Maria. La voce si sparge, folle sempre più numerose si riuniscono, le autorità si preoccupano, i bambini sono arrestati finché la medesima signora annuncia un miracolo celeste per il 13 ottobre 1917.

## Riconoscimenti
- 1953 - Premio Oscar
  - Candidato per la miglior colonna sonora a Max Steiner